# 2009年3月

## 3月31日
- 美国能源部宣布，完成对加利福尼亚州劳伦斯利弗莫尔国家实验室建造的全球能量最强的激光装置国家点火装置的正式验证程序。新浪网（页面存档备份，存于）

## 3月30日
- 巴基斯坦旁遮普省首府拉合尔的一个警察培训中心遭受一群恐怖分子的武装袭击，造成至少40人死亡、80人受伤。BBC中文网（页面存档备份，存于）

## 3月29日
- 法国位于印度洋的海外领土马约特举行公民投票，通过决定在2011年成为法国的海外省，即法国的第101个省。AP（页面存档备份，存于）
- 加拿大多伦多大学研究人员宣布发现一个以中国为基地的电子间谍系统幽灵网，在两年内渗透了103个国家的1295台电脑。腾讯网（页面存档备份，存于）
- 由总理久卡诺维奇领导的、以社会主义者民主党等政党组成的竞选联盟在议会选举中获胜，久卡诺维奇将第六次出任总理。新华网swissinfo.ch[]
- 在科特迪瓦首都阿比让举行的2010年世界杯足球赛非洲区预选赛科特迪瓦队与马拉维队的比赛中，发生球迷踩踏事件，造成至少22人死亡，132人受伤。新华网（页面存档备份，存于）

## 3月28日
- 西藏慶祝首個百萬農奴解放紀念日。黨委書記張慶黎表示與達賴喇嘛的鬥爭事關國家主權和領土完整。新華社 Archive.today的存檔，存档日期2013-04-28
- 由世界自然基金会发起的环保活动在全球范围内展开，预计将有80多个国家和地区、2800多个城镇的约10亿人参与。新华网（页面存档备份，存于）

## 3月27日
- 印度尼西亚西爪哇省文登县的一处蓄水湖大坝发生决堤事故，引发的洪水导致至少77人死亡、50人受伤、102人失踪。新华网（页面存档备份，存于）环球网（页面存档备份，存于）新华网（页面存档备份，存于）
- 巴基斯坦联邦直辖部落地区贾姆鲁德镇的一座清真寺发生自杀式炸弹袭击事件，造成至少50人死亡、70多人受伤。美国之音中文网（页面存档备份，存于）
- 由于连日的雨雪天气以及融冰，流经美国北达科他州、明尼苏达州和加拿大马尼托巴省的红河水位已超过112年前创下的最高水位，大约3500人紧急撤离。人民网（页面存档备份，存于）

## 3月26日
- 中国科学家在《自然》杂志上发表文章称，在云南曲靖发现一件距今4亿多年的梦幻鬼鱼化石，这是迄今为止全球发现的最古老的近乎完整的硬骨鱼化石。新华网（页面存档备份，存于）
- 捷克总理托波拉内克在布拉格向总统克劳斯递交辞呈，此前，捷克众议院已经通过对政府的不信任案。新华网（页面存档备份，存于）

## 3月25日
- 朝鮮計劃在咸鏡北道花臺郡舞水端里試射衛星。美日等指其為大浦洞-2導彈。天空新聞（页面存档备份，存于）

## 3月24日
- 由于印度政府无法为2009年印度板球超级联赛提供万无一失的安全保障，该项赛事将由南非异地承办。中国新闻网（页面存档备份，存于）

## 3月23日
- 由中国广州白云国际机场起飞的聯邦快遞80號班機在日本成田國際機場降落時墜毀，2名飞行员罹難。北海道新聞
- 由於南非拒絕向西藏精神領袖第十四世達賴喇嘛發出入境簽證，前總統戴克拉克宣佈不會出席2010年世界杯和平會議。新華社（页面存档备份，存于）
- 日本队在美国洛杉矶道奇体育场举行的第二屆世界棒球經典賽决赛中以5:3擊敗韩国队，成功卫冕冠军。新华网（页面存档备份，存于）

## 3月22日
- 2009年马其顿总统选举开始。美国之音

## 3月21日
- 美国海军一艘核潜艇20日在海湾地区的霍尔木兹海峡水域与一艘美国军舰发生相撞事故，造成至少15名船员受伤，但潜艇的核推进装置未受损。新华网（页面存档备份，存于）
- 拉乔利纳在马达加斯加首都塔那那利佛正式宣誓就任马达加斯加总统，成为非洲最年轻的总统。美国之音[永久]光明网[]

## 3月20日
- 中国东北吉林四平与公主岭交界处在14:48:52时发生里氏4.3级地震，吉林大部分地区有明显震感，省會长春市大街上出现人员聚集。暂无人员伤亡的报告。华龙网

## 3月19日
- 美國新墨西哥州州長比爾·理查森簽署法案，正式在州內廢除死刑，以沒有假釋的終身監禁代替，使該州成為美國第十五個沒有死刑的州。英國廣播公司（页面存档备份，存于）
- 中美洲的薩爾瓦多和哥斯大黎加宣佈將與在共產黨上台後斷交的古巴恢復邦交。英國廣播公司（页面存档备份，存于）

## 3月18日
- 天主教教宗本篤十六世抵達喀麥隆首都雅溫得，展開就任後首次非洲之旅。新華社（页面存档备份，存于）

## 3月17日
- 马达加斯加总统拉瓦卢马纳纳宣布解散政府，并将总统权力移交给军方，军方随即拥立反对派领导人拉乔利纳成为新总统。BBC中文网（页面存档备份，存于）新华网（页面存档备份，存于）
- 欧洲空间局地球重力场和海洋环流探测卫星在俄罗斯普列谢茨克发射场由轰鸣号运载火箭搭载升空。新华网（页面存档备份，存于）

## 3月16日
- 馬來西亞和文萊就解決兩國海上和陸地邊界爭端，達成原則協議，文萊放棄對砂拉越林夢地區的領土要求。新海峽時報

## 3月15日
- 美国发现号航天飞机从佛罗里达州肯尼迪航天中心发射升空，运送太阳能电池板等组件前往国际空间站。新华网
- 萨尔瓦多反对党法拉本多·马蒂民族解放阵线候选人富内斯赢得总统选举，当选为新一任萨尔瓦多总统。新华网（页面存档备份，存于）

## 3月14日
- 半島電視台播放一段聲稱為蓋達首領拉登的錄音帶，他指控溫和的阿拉伯領袖與西方合作，對付回教徒。半島電視台（页面存档备份，存于）

## 3月13日
- 第十一屆全國人民代表大會第二次會議閉幕。會議批准及通過了政府工作報告、2009年全國人民代表大會常務委員會的工作報告、最高人民法院、最高人民檢察院的工作報告及2009年中央預算。

## 3月12日
- 美国纳斯达克前董事会主席麦道夫在纽约的法庭上承认证券诈骗、作伪证、洗钱等11项罪名，该案涉案金额高达500亿美元，成为美国历史上最大的金融诈骗案。新华网（页面存档备份，存于）人民网（页面存档备份，存于）
- 中國人民政治協商會議第十一屆全國委員會第二次會議在北京閉幕，會議通過了政治決議，並強調力保發展為今年首要任務。新浪網[永久]

## 3月11日
- 中國上月出口與去年同比下跌25.7%。新華社（页面存档备份，存于）
- 德国巴登-符腾堡州温嫩登的艾伯特维尔中学发生一起校园枪击案，枪手在杀死至少15人之后被警察击毙。德國之聲（页面存档备份，存于）新华网（页面存档备份，存于）
- 伊拉克前總理塔里克·阿齊茲和有「化學阿里」之稱的馬吉德因反人道罪被判十五年徒刑。天空電視台（页面存档备份，存于）
- 1987年策動大韓航空客機爆炸、導致115人死亡的北韓前間諜金賢姬，於南韓釜山跟被北韓綁架的日本人田口八重子的哥哥和兒子會面。BBC（页面存档备份，存于）
- 美國阿拉巴馬州一名懷疑剛失業的青年，鎗擊當地三個市鎮，共殺死11人，他最後自轟身亡。國際先驅論壇報（页面存档备份，存于）

## 3月10日
- 美国计算机协会宣布，将2008年图灵奖授予美国麻省理工学院教授芭芭拉·利斯科夫，以表彰她在编程语言和系统设计的实践和理论领域所做的贡献。科学网MIT news（页面存档备份，存于）
- 格魯吉亞一個樂隊的歌曲，因其反俄羅斯總理弗拉基米爾·普京的內容而被禁止參加2009年歐洲歌唱大賽。BBC（页面存档备份，存于）
- 中國指美國的海軍偵測船完美號在南海的偵察活動是非法的。新華社（页面存档备份，存于）
- 南北韓重開包括進出開城工業區的邊境通道。路透社（页面存档备份，存于）
- 美国亚拉巴马州南部10日发生系列枪击事件，至少11人死亡，包括凶手本人及其亲属。另有至少4人受伤，包括1名儿童。新华社（页面存档备份，存于）

## 3月9日
- 美國總統奧巴馬解除了前任小布殊設下的、對資助胚胎幹細胞研究的禁令。路透社（页面存档备份，存于）
- 智利和阿根廷宣佈不承認英國對南極洲的主權聲稱。天空電視台（页面存档备份，存于）

## 3月8日
- 以色列前總統摩西·卡察夫被控強姦等多項罪名。彭博（页面存档备份，存于）
- 北韓舉行朝鮮最高人民會議選舉。金正日全票當選議員，而其三子金正雲首次當選。美聯社（页面存档备份，存于）

## 3月7日
- 數以千計馬來人在馬來西亞首都吉隆坡舉行示威，抗議以英語教授數學、科學等科，引發警民衝突。BBC（页面存档备份，存于）
- 津巴布韋總理摩根·茨萬吉拉伊及其妻在首都哈拉雷以南遇上交通意外。前者受傷而後者喪生。BBC（页面存档备份，存于）

## 3月6日
- 美国国家航空航天局开普勒太空望远镜在佛罗里达州卡纳维拉尔角空军基地发射升空，成为世界首个专门用于搜寻太阳系外类地行星的航天器。新华网 Archive.today的存檔，存档日期2013-04-28

## 3月5日
- 中華人民共和國第十一屆全國人民代表大會第二次會議在北京開幕。新浪網
- 第2屆世界棒球經典賽於日本東京巨蛋開打，首戰日本以4:0擊敗中國。自由時報
- 連接寮國和泰國的3.5公里鐵路通車，結束了前者沒有鐵路的歷史。BBC（页面存档备份，存于）

## 3月4日
- 烏克蘭的國家安全人員周三到國家天然氣公司搜查，盤問一名高層會計人員和檢查文件，調查該集團有九億美元款項被人轉移一事。天空電視台（页面存档备份，存于）
- 设在荷兰海牙的国际刑事法院以蘇丹總統奥马尔·巴希尔涉嫌在達爾富爾地区犯有戰爭罪和反人类罪为由，正式对其发出逮捕令。明報即時新聞[]CNN（页面存档备份，存于）新华网（页面存档备份，存于）

## 3月3日
- 中国人民政治协商会议第十一届全国委员会第二次会议在北京人民大会堂开幕。新华网（页面存档备份，存于） 德国之声中文网（页面存档备份，存于）
- 斯里兰卡国家板球队在巴基斯坦旁遮普省首府拉合尔遭遇恐怖袭击，造成护送球队的6名警察和2名平民死亡，6名球员受伤。 BBC中文网（页面存档备份，存于） 新华网（页面存档备份，存于）搜狐（页面存档备份，存于）

## 3月2日
- 幾內亞比索总统维埃拉在首都比绍的总统府遭一群叛变士兵枪杀身亡。BBC中文網（页面存档备份，存于）
- 美国最大的保险公司美国国际集团公布，2008财年第四季度净亏损617亿美元，成为公司有史以来最大的财季亏损。中国新闻网（页面存档备份，存于）
- 为期一周的2009年德国汉诺威国际信息及通信技术博览会开幕。新华网（页面存档备份，存于） 德国之声中文网（页面存档备份，存于）

## 3月1日
- 委內瑞拉總統烏戈·查韋斯派軍隊接管全國所有大米加工廠，以平抑糧價。BBC（页面存档备份，存于）
- 因決議草案稱以色列實行「種族主義政策」，美國和加拿大杯葛在南非德班舉行的反對種族主義、種族歧視、仇外心理和有關不容忍行為世界會議。聯合國（页面存档备份，存于）國土報（页面存档备份，存于）
- 中国首颗绕月人造卫星嫦娥一号在经历了长达494天的飞行任务后，按计划撞击在月球的丰富海区域。新华网（页面存档备份，存于）凤凰网（页面存档备份，存于）